# Abraham van der Hulst (admiraal)
Abraham van der Hulst (Amsterdam, 11 april 1619 — 12 juni 1666) was een Nederlands admiraal en zeeheld uit de zeventiende eeuw.
In 1650 werd hij benoemd bij de Admiraliteit van Amsterdam tot buitengewoon kapitein. Hij vocht in de Eerste Engels-Nederlandse Oorlog, eind 1652 werd hij kapitein van de Groningen. In 1653 werd hij benoemd tot gewoon (dat wil zeggen: vast) kapitein, zich onderscheidend als vlaggekapitein van De With op de Vrijheid in de Zeeslag bij Nieuwpoort en de Slag bij Ter Heijde.
In 1654 had hij konvooidienst in de Middellandse Zee. In 1656 maakte hij als deel van de Middellandsezeevloot twee Portugese West-Indiëvaarders buit. Hij werd in 1658 vlagkapitein van Michiel de Ruyter op de Hilversum tijdens de blokkade van de Portugese kust. In 1661 diende hij weer onder De Ruyter in de Middellandse Zee. Als Cornelis Tromp op 29 januari 1665 tot viceadmiraal wordt benoemd, wordt Van der Hulst zijn opvolger als waarnemend schout-bij-nacht. In de Slag bij Lowestoft in 1665, de eerste van de Tweede Engels-Nederlandse Oorlog was hij op de Amsterdam (68 kanonnen) tweede in bevel in het eskader van bevelhebber Jacob van Wassenaer Obdam. De Nederlandse publieke opinie was diep geschokt door die zware nederlaag. Sommige commandanten werden als zondebok aangewezen en enkele kapiteins zelfs wegens lafheid ter dood veroordeeld. Omdat men niet kon aannemen dat de hele marine uit louter incompetente lafaards bestond, kregen anderen de rol van held toebedeeld, zo ook Van der Hulst. De vele vacatures op de zich snel uitbreidende vloot zorgden vaak voor een snelle carrière. Van der Hulst werd op 25 juli 1665 benoemd tot viceadmiraal van Holland en West-Friesland, opnieuw als opvolger van Tromp die voor een half jaar bij de Admiraliteit van de Maze gaat werken..

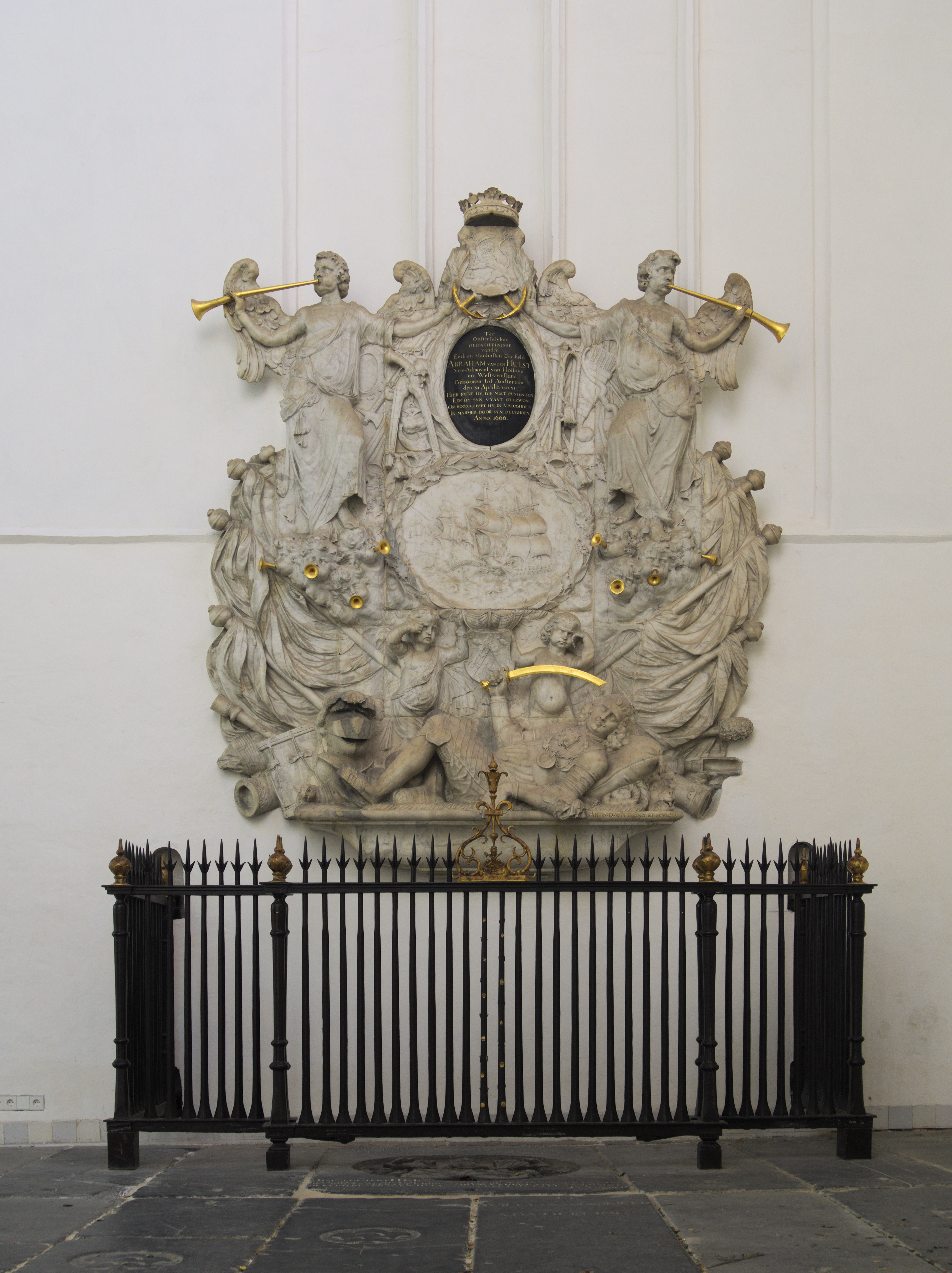
Praalgraf Abraham van der Hulst

Bij de Vierdaagse Zeeslag was Van der Hulst tweede in bevel in het eskader van Cornelis Tromp dat op de tweede dag in het nauw kwam doordat het vanwege een misverstand geïsoleerd raakte van de rest van de vloot. Van der Hulsts schip, de Spiegel, werd zowat aan diggelen geschoten. De admiraal kreeg een musketschot in de borst en stierf diezelfde dag, 12 juni 1666. Zijn schip leek reddeloos verloren en moest worden opgegeven, naast de Liefde het enige uit Tromps eskader dat niet door De Ruyters ontzettingspoging behouden kon worden. Toen de volgende dag het eerbiedwaardigste linieschip van de Engelse vloot, de HMS Prince Royal uit 1610, vastliep en zich overgaf, berieden de commandanten zich wat met de prijs te doen. Unaniem werd besloten het schip op te blazen. Van der Hulst was erg geliefd geweest bij de vloot vanwege zijn vriendelijke karakter - en het was de Prince Royal die zijn schip tot zinken had gebracht. Overigens was dit in overeenstemming met de officiële instructies - maar daar hield men zich lang niet altijd aan: Tromp zelf zou later in de Staten-Generaal ongevraagd zijn mening geven dat als het alleen aan hém had gelegen hij de Prince Royal had opgebracht. Onverwacht kon de Spiegel toch nog geborgen worden.
Van der Hulst werd begraven in de Oude Kerk te Amsterdam. Later dat jaar werd er al een praalgraf aangebracht, een werk van Artus de With. Zijn grafschrift luidt:
Hier rust hy die niet rusten kon,
Eer hy zyn vyand overwon:
Om hoog leeft hy in vreugden,
In marmer door zyn deugden
Er bestaat nog een lofdicht van Joost van den Vondel gemaakt ter gelegenheid van de uitvaart. Dat de grote dichter al wat ouder begon te worden, is behalve aan de haperende metriek te merken aan het feit dat hij de Prince Royal voor de HMS Royal Charles aanzag.
Van Vondels hand is ook dit grafdicht:
Hier sluymert Hulst, de schrik der Britsche zeebanier;
Beproeft in slag op slag, in bloed en vloed en vier.
De groote Zeeraad kroont dien Vaderlands beschermer;
De faem des braven Helds braveert metaal en marmer.